# Costa Rica ai Giochi della XVIII Olimpiade
La Costa Rica partecipò ai Giochi della XVIII Olimpiade, svoltisi a Tokyo dal 10 al 24 ottobre 1964, con una delegazione di due atleti entrambi impegnati nel judo.
Fu la seconda partecipazione di questo paese ai Giochi estivi, la prima dopo Berlino 1936. Non furono conquistate medaglie.